# Awkimarka (Apurímac)
Awkimarka (príncipe quíchua awki/uma figura mítica da cultura andina/avô, vila marka, ortografia hispanizada Auquimarca) é um sítio arqueológico na região de Apurímac, no Peru. Encontra-se em uma montanha com o mesmo nome, que atinge uma altura de cerca de 4 000 metros (13 123 pé). Está situado na região de Apurímac, província de Andahuaylas, na fronteira dos distritos de Pomacocha e Tumay Huaraca.